# Centerport
|  | Per a altres significats, vegeu «Centerport (Nova York)». |

Centerport és un borough situat al comtat de Berks en l'estat nord-americà de Pennsilvània. L'any 2000 tenia 327 habitants i una densitat poblacional de 662 persones per km². Està situat en les coordenades 40° 29′ 12″ N, 75° 00′ 26″ O / 40.48667°N,75.00722°O 40° 29′ 12″ N, 75° 00′ 26″ O / 40.48667°N,75.00722°O.
Segons l'Oficina del Cens en 2000 els ingressos mitjans per llar en la localitat eren de $47.115 i els ingressos mitjans per família eren $51.250. Els homes tenien uns ingressos mitjans de $30.938 enfront dels $23.750 per a les dones. La renda per capita per a la localitat era de $20.927. Al voltant del 4,6 % de la població estava per sota del llindar de pobresa.